# Christian Ludvig Jöransson
Christian Ludvig Jöransson, född 28 maj 1738, död 25 juni 1829, var en svensk affärsman.
Inget är känt om Jöranssons ursprung. Han angavs tidigt som handelsbokhållare, och erhöll 1771 burskap som grosshandlare i Stockholm. Han nedlade dock efter en tid sin grosshandelsverksamhet. Främst är han känd som ekonomisk författare. 1777 utgav han Tabeller, som föreställa förhållandet emellan Sveriges och andra länders mynt, vigt och mått. Hans främsta arbete var dock Försök til et systeme i Sveriges allmänna hushållning och penning-väsende (1792–1798). Arbetet var en ekonomisk-politisk programskrift, föranledd av förvirringen inom det svenska penningväsendet, med utgångspunkt i en från James Denham Steuart utgående ekonomisk teori. Hans arbete fick dock ingen större betydelse för den ekonomiska utvecklingen i Sverige.
Han var amatörviolinist och medlem av Utile Dulci, och invaldes som ledamot nr 37 av Kungliga Musikaliska Akademien den 13 april 1772.